# 32893 van der Waals
32893 van der Waals este un asteroid din centura principală de asteroizi.

## Descriere
32893 van der Waals este un asteroid din centura principală de asteroizi. A fost descoperit pe 9 martie 1994 la Caussols de Eric Walter Elst. Asteroidul prezintă o orbită caracterizată de o semiaxă mare de 2,77 ua, o excentricitate de 0,11 și o înclinație de 17,8° în raport cu ecliptica.